# Аргирозавр
Аргирозавр (лат. Argyrosaurus) — род травоядных динозавров из группы титанозавров, живших во времена верхнемеловой эпохи (83,6—66,0 млн лет назад) на территории современной Аргентины. Включает единственный Типовой вид — Argyrosaurus superbus. Род и вид описаны палеонтологом Ричардом Лидеккером в 1893 году.
Родовое название Argyrosaurus образовано от др.-греч. ἄργυρος — «серебро» и σαῦρος — «ящер», буквально — «серебряный ящер», потому что ископаемые останки обнаружены в Аргентине, название которой также происходит от слова «серебро».
Аргирозавр являлся одним из крупнейших динозавров, длиной до 20—30 метров и весом до 80 тонн.